# 4664 Hanner
4664 Hanner (1985 PJ) là một tiểu hành tinh vành đai chính được phát hiện ngày 14 tháng 8 năm 1985 bởi Bowell, E. ở Flagstaff.